# Hermann Metz (Maler)

Willingshausen Malerkolonie, Foto von 1913; v.l.n.r.: Heinrich Giebel, Marlies Dörr, Hermann Kätelhön, Hermann Metz, Wilhelm Thielmann, Adolf Lins, Heinrich Otto, Carl Bantzer

Hermann Metz (* 21. März 1865 in Kassel; † 19. März 1945 in Bad Sooden-Allendorf) war ein der Willingshäuser Malerkolonie stark verbundener Maler und Zeichner, der einen engen Freundschaftskreis mit u. a. Carl Bantzer, Heinrich Giebel, Adolf Lins, Wilhelm Thielmann, Hermann Kätelhön und Heinrich Otto bildete.

## Leben
Hermann Metz, von seinen Freunden ‚Humbert’ genannt, war der 3. Sohn des Schuhmachermeisters Heinrich Kaspar Metz und A. Elisabeth Metz, geb. Baake. Aus der Ehe gingen sieben Kinder hervor, darunter sechs Söhne und als siebtes und jüngstes die Tochter Anna Katharina Elisabeth Wilhelmine, später Mutter des Münchener Musikers und Violin-Professors Heinrich Ziehe (u. a. Mitglied des Freund-Quartetts sowie des Keller-Quartetts). Hermann Metz besuchte die Kunstakademien in München und Kassel; zu dieser Zeit hatte er bereits ein eigenes Atelier. Da die Existenz eines freien Malers und Zeichners zu wenig einträglich war, studierte er drei Jahre an der Kunstgewerbeschule Kassel (bei Louis Kolitz, Hermann Knackfuß, Carl Wünnenberg) zusammen mit seinem Jugendfreund Heinrich Giebel (1865–1951). In Kassel bestand er die Abschlussprüfung als Zeichenlehrer. An der Kunstgewerbeschule lernte er auch seine spätere Frau Hedwig Klapp (20. März 1872–19. März 1965) kennen, die ebenfalls Künstlerin war. Aus der Ehe ging eine Tochter hervor (Elisabeth Metz). 1904 war er als Zeichenlehrer in Bochum tätig. Die folgenden 25 Jahre (1905–1931) wirkte er als Kunsterzieher und Gymnasialzeichenlehrer in Höchst am Main, bevor er 1931 nach Wandsbek (Hamburg) umzog, wo seine Frau ein elterliches Haus besaß. Im Verlauf des Zweiten Weltkriegs wurde die Familie Metz 1943 evakuiert und fand ein neues Zuhause bei seinem älteren Bruder Friedrich in Bad Sooden-Allendorf an der Werra. Dort starb er am 19. März 1945.

## Schaffen
Den größten Teil seiner freien Zeit widmete Hermann Metz der Malerei. Er kam 1889 erstmals in die Malerkolonie Willingshausen und wurde einer ihrer treuesten Mitglieder und Künstler bis 1944; insbesondere in den Jahren 1904 bis 1930 war er regelmäßig in allen Ferien von Ostern bis zum Herbst an der Schwalm zu finden. Sehr geschätzt wurde er vor allem von Heinrich Giebel, Wilhelm Thielmann und Carl Bantzer. Obwohl Hermann Metz anfänglich dem Naturalismus nahestand, wandte er sich unter dem Einfluss der Malerkollegen seiner Willingshäuser und Höchster Zeit deutlich dem Impressionismus zu. Hermann Metz arbeitete vor allem mit Ölmalerei und Zeichnungen (Blei- und Buntstiftzeichnungen). Schilderungen Carl Bantzers zufolge hatte er eine andere Art zu malen als seine Freunde; hiernach ging er mit dem Zeichenblock, vielleicht auch Buntstiften im Rucksack, scharf beobachtend und genießend in Wasserstiefeln und mit federgeschmücktem Hut in der Natur umher, beschränkte sich meist auf Skizzen – anstatt beim Malen sich mit ihr herum zu quälen – und gestaltete dann zu Hause nach der großen Anzahl „ungemein reizvoller, mit leichter Hand und scharfem Blick für das Bildliche gemachter Zeichnungen“ frei seine Bilder, „die sich immer durch feines Tongefühl auszeichnen.“ Nicht zufällig prägte Hermann Metz spöttisch das geflügelte Wort „Mit dem Malen versäumt man die beste Zeit“.
Seine Werke erinnern zum Teil an den Stil von Paul Baum, Mitglied der Dresdner Sezession, großer deutscher Landschaftsmaler, Freund von Carl Bantzer und ebenfalls ab 1914 in Willingshausen zu finden. Hermann Metz’ Sujets stellen vielfach ländliche Szenen, Landschaften und Orte von Hessen (u. a. Dörnberg, Gottsbüren, Höchst, Alt-Kassel, Rhön, Runkel, Marburger Land, Willingshausen) sowie hessische Winterlandschaft dar. Seine Hauptschaffensorte waren zweifelsohne Höchst und Willingshausen. Er war ein typischer Vertreter seiner Willingshäuser Malergeneration und erfährt seit einiger Zeit eine wachsende Beachtung.
Arbeiten von Hermann Metz finden sich u. a. im Bestand der Museen in Kassel (Neue Galerie, Staatliche Kunstsammlungen, Stadtmuseum) und Marburg (Universitätsmuseum) sowie in Privatbesitz.

## Weblink
- Metz, Hermann. Hessische Biografie. (Stand: 28. November 2023). In: Landesgeschichtliches Informationssystem Hessen (LAGIS).

| Personendaten    | Personendaten                |
| ---------------- | ---------------------------- |
| NAME             | Metz, Hermann                |
| KURZBESCHREIBUNG | deutscher Maler und Zeichner |
| GEBURTSDATUM     | 21. März 1865                |
| GEBURTSORT       | Kassel                       |
| STERBEDATUM      | 19. März 1945                |
| STERBEORT        | Bad Sooden-Allendorf         |